# تئاتر نیو لندن
تئاتر نیو لندن (انگلیسی: New London Theatre) یک سالن نمایش در لندن، انگلستان است.
این سالن تئاتر که در خیابان دروری لین قرار دارد در سال ۱۹۷۳ میلادی تأسیس شده و جزئی از تئاتر وست اند محسوب می‌شود. تئاتر نیو لندن دارای ۱۱۰۲ نفر ظرفیت می‌باشد.